# Meilleur après
 (novembre 2018).
Albums de Diane Dufresne
Diane Dufresne et Les Violons du Roy
(2013)
Meilleur Après est le quatorzième album studio de la chanteuse québécoise Diane Dufresne, sorti le 2 novembre 2018 sur le label GSI Musique,. Pour la dernière chanson de l'album, Je me noue à vous, le texte est de Diane et la musique est signée Sting. 

## Liste des titres
| No  | Titre                    | Paroles           | Musique            | Durée |
| --- | ------------------------ | ----------------- | ------------------ | ----- |
| 1.  | De l'amour fou           | Cyril Mokaiesh    | Cyril Mokaiesh     | 4:07  |
| 2.  | Comme un damné           | Cyril Mokaiesh    | Cyril Mokaiesh     | 3:38  |
| 3.  | Le temps me fait la peau | Diane Dufresne    | Catherine Major    | 4:26  |
| 4.  | Mais vivre               | Cyril Mokaiesh    | Cyril Mokaiesh     | 3:58  |
| 5.  | L'Arche                  | Diane Dufresne    | Jean-Phi Goncalves | 4:42  |
| 6.  | Aimer ce qui nous tue    | Daniel Bélanger   | Daniel Bélanger    | 3:39  |
| 7.  | Nocturne                 | Alexandre Lizotte | Alexandre Beaupain | 3:22  |
| 8.  | La peur a la frousse     | Diane Dufresne    | Catherine Major    | 4:20  |
| 9.  | Tes mains sur mon visage | Moran             | Catherine Major    | 3:41  |
| 10. | Je me noue à vous        | Diane Dufresne    | Sting              | 4:49  |

## Musiciens
- Selon les notes du livret inclus dans l'album :
- Jean-Philippe Goncalves : Claviers, programmation
- Alain Sauvageau : Claviers, piano
- Simon Leclerc : Piano
- Jean-Baptiste Beltra : Piano
- Emmanuel Alias : Guitares, percussions
- Jan Pham Huu Tri : Guitare
- Antoine Gratton : Guitare, basse, percussions, synthétiseur, piano, programmation
- Stéphane Dufour : Guitare, basse
- Valentin Montu : Guitare, basse
- Amélie Lamontagne, Edith Fitzgerald : Violons
- Sarah Martineau : Alto
- Ligia Paquin : Alto
- Camille Paquette-Roy : Violoncelle, banjo
- Séréna Manganas : Cordes
- Jean-Michel Malouf : Trombone
- Eric Langlois : Batterie

## Production
- Diane Dufresne : Peintures, direction artistique, production
- Toby Gendron, Marie Bernard : Assistants à la production
- Richard Langevin : Coordonnateur